# Leoncio Evita Enoy
Leoncio Evita Enoy, né à Udubuandolo le 8 août 1929 et mort à Bata en  décembre 1996, est un écrivain, peintre et intellectuel équatoguinéen.

## Biographie
Il étudie dans diverses écoles à San Carlos et puis le dessin par correspondance. Il travaille plus tard comme professeur à l'Escuela de Artes y Oficios (École des Arts et des Offices) de Bata et comme collaborateur de la publication littéraire Poto-Poto. Il vit au Cameroun de 1953 à 1960.

## Œuvre
- Cuando los combes luchaban (Novela de costumbres de la Guinea española), 1953, considéré comme le premier roman équatoguinéen[1].
- Alonguegue (No me salvaré)
- El guiso de Biyé.